# Багратион, Иван Романович
Князь Иван Романович Багратион (1824 г. — 7 июня, 1860 г.) — полковник русской армии, младший сын князя Романа (Реваза) Ивановича Багратиона, племянник Петра Ивановича Багратиона, генерала от инфантерии. Происходил из грузинского царского рода Багратионов.

## Биография
Иван Романович Багратион родился в 1824 году в Российской Империи, в городе Кизляр. 
Происходил из картлийской ветви (не путать с Багратион-Мухранскими, которые являются ответвлением брата картлийского царя Давида X) потомков царя Иессея, более известных как российских князей Багратион.
Потомство царя Иессе покинуло Грузию, после конфликта Александра Иессевича Багратиони с кахетинским царем из рода Багратиони Теймуразом II (Александр, он же Исаак-Бег, обвинил кахетинских родственников в том, что те - лжецари, ибо их предок, Злой Георгий, узурпировал права на трон убийством своего отца, законного царя, за эти слова Александр был разорен и изгнан из Грузии, поскольку те были его потомками) По другой версии, линия потомков царя (по другим сведениям хана, поскольку Иессе был обращен в ислам под именем Али-Кули-Хан) Иессе пыталась захватить власть в Грузии, однако безуспешно, вскоре спешно покинув ее.  
В декабре 1758 года его прадед бежал из Грузии в русские владения на Северном Кавказе. В апреле 1759 года после ходатайства императрице Елизавете Петровне царевич Александр был принят в российское подданство. 
С того момента и образовалась ветвь российских князей Багратион, подарившая России героев в лице Петра Ивановича Багратиона и его братьев.
Он поступил на российскую военную службу и вначале был зачислен в гарнизон в Астрахани, а в 1761 году в чине подполковника был переведён в Кизляр в грузинский конный эскадрон.
Будущий полковник воспитывался в школе гвардейских подпрапорщиков и кавалерийских юнкеров. 
В возрасте чуть более тридцати лет уже командовал Дагестанским иррегулярным полком, основу которого составляли отъявленные смельчаки, непокорные горцы и те, кому любые правила были помехой. Одно это говорило о личности и человеческих качествах их командира.
Высокообразованный и начитанный уже в те годы, в период 1858-1859 г Иван Романович Багратион встречался с путешествующим в тех местах французским писателем Александром Дюма и провел с ним несколько дней.

На прощание писатель сказал князю:
"Будете в Париже, надеюсь, сможете меня разыскать, и я вам постараюсь отплатить таким же гостеприимством". 
Однако, принявший это приглашение с благодарностью, молодой князь не смог выполнить свое обещание посетить в Париже известного писателя и автора "Трех мушкетеров".

## Дальнейшая жизнь, карьера
1 марта 1859 г. Иван Романович Багратион получил чин полковника и был назначен командиром Северского драгунского полка. 25 августа того же года, части этого полка под руководством своего командира, пленили имама Дагестана и Чечни Шамиля. В столицу российской империи Шамиля сопровождал, среди прочих других, и сам Иван Романович Багратион.
Многолетняя Кавказская война завершалась и в марте 1860 г. полк прибыл на Кубань, где принял участие в боевых действиях против непокорных черкесов.

## Гибель
В начале лета, утром 7 июня, в сопровождении семерых конвойных, князь Багратион выехал из Адагумского укрепления в укрепление Крымское для осмотра частей полка. На полпути они попали в засаду и раненый в колено и голову князь был пленен. Посаженый на лошадь князь оставлял частицы своей одежды для драгунских преследователей, но доведенный до отчаяния нестерпимой болью схватил своего сопровождающего за горло и вместе с ним упал с лошади. Выстрелами других сопровождающих князь был убит.
Похоронен князь со всеми воинскими почестями в станице Крымской, в юго-восточной части территории храма Архангела Михаила, где было небольшое церковное кладбище.
На скромную могилу возложили чугунную плиту с литой надписью. В годы революции 1917 года храм был разрушен большевиками, могила утрачена, плита чудом сохранилась.

## Отзывы современников
Князь Орбелиани, объявивший ему выговор, около этого же времени, 12 июля 1856 года, писал князю Барятинскому в Москву: «Позволяю себе представить вашему сиятельству вместе с этим письмом командира Дагестанского конно-иррегулярного (не регулярного) полка майора князя Багратиона, который по вашему же ходатайству у князя Воронцова получил это назначение.
Вашему сиятельству, полагаю, приятно будет слышать, что князь Багратион своею прекрасною службою оправдал самым блистательным образом ваше милостивое к нему внимание. Строгий порядок, дисциплина и фронтовое образование, введённые им во вверенный ему полк, составленный из дикарей-горцев, по истине достойны похвалы. Частые же и весьма удачные набеги, производимые им в Койсубу и Салатавию, раскрыли в нём замечательные военные способности и приобрели ему хорошее имя в горах Дагестана».
Постоянно проживая в Шуре, лишь временами посещая штаб полка в Дженгутае, Багратион из своей квартиры сделал центр для всего шуринского общества. Широкое гостеприимство и хлебосольство привлекали к нему не только офицеров полка, но и всех мало-мальски знавших его. 
Об умственных его интересах свидетельствуют книги, которые он выписывал в 1855 году: романы Поля де Кока, «Карикатурный альбом Невскаго», «Зеркало для англичан», «Пословицы в карикатурах», «Русский художественный листок Тимма», «Кавказ», «Отечественные записки», «Инвалид».
О деятельности князя Багратиона как командира полка рассказывает Корганов: «Первая часть славы Дагестанского конно-иррегулярного полка, несомненно, принадлежит князю Багратиону, умевшему поставить полк на такую степень боевого достоинства, что все истинные ценители боевого молодечества отдавали полку должное. 
Хотя мы и признаём князя Багратиона передовым деятелем славы полка, но, задав себе задачею излагать всё беспристрастно, мы должны сказать, что первый год командования его не вполне соответствовал цели, которую преследовал основатель полка, князь Аргутинский.
Известно, что он желал, чтобы командиры своим умением обращаться с чинами полка, составленного и комплектуемого горскими выходцами, могли бы привязать их к нашему правительству и, влияя посредством их на самых немирных горцев, привлекать и сих последних на нашу сторону. 
Между тем, странная и вполне ошибочная метода обращения князя Багратиона с полковыми офицерами из туземцев вызвала со стороны последних и многих всадников заметное неудовольствие. Продолжение такого положения дел в полку, разумеется, привело бы к обратным результатам.
Наконец этот ложный путь привёл князя Багратиона сделаться свидетелем грустного происшествия, которое чуть не кончилось весьма печально. Это ли обстоятельство, внушения ли князя Орбелиани или, наконец, сознание собственной ошибочности имели благоприятное влияние на князя, но он совершенно переменился и, можно сказать, буквально переродился. С тех пор, сбросив с себя неизвестно откуда заимствованное ложное обращение с офицерами, не подходящее к его рыцарскому характеру, он является для полка уже тем редким и дорогим командиром, которым полк совершенно справедливо гордится.
При хорошем европейском образовании сама природа щедро наделила его своими дарами: быстрым, энергическим умом, красивою наружностью, любовью к славе, к подчинённым — словом, ко всему невесомому. Он высоко стоял над массой, в которой преобладали исключительно материальные расчёты.
Князь был в силах вдохновить народ и развить в нём воинские добродетели, сумма которых и составляет доблесть полка. Укрепляя в полку дисциплину и возвышая в нём военный дух, князь Багратион старался вместе с тем сблизить его с русскими, смягчить его дикие наклонности и тем сделать из всадника не только храброго воина, но и хорошего русского гражданина.
В свободные от служебных занятий часы офицеры и всадники постоянно окружали его палатку. В это время князь заводил с ними самую разнообразную беседу. Прилаживаясь сначала к их понятиям, он незаметно как бы вкладывал в их головы взгляды, новые понятия, и таким образом, отрывая их от своих обычаев, приучил их незаметно к нашим порядкам.
Зная по пословице, что «сухая ложка рот дерёт», и склонность горцев к даровым угощениям, князь по своей широкой, щедрой натуре тратил на угощение немало денег, сознавая вполне, что хлеб-соль всегда и везде способствуют к сближению людей между собою. К его столу почти постоянно приглашались все офицеры полка, а всадникам весьма часто дарились винные и говяжьи порции. А более отличившиеся угощались и чаем. Всадники, размещаясь около колонки князя на корточках, пили благовонный напиток первоначально с боязнью, а потом с видимым удовольствием. 
За этими трапезами князь Багратион так же как и всегда настойчиво преследовал свою цель — по возможности облагораживать нравы полудиких горцев».
Дагестанский конный полк — одно из доблестных и прославленных национальных воинских формирований в составе Русской императорской армии — набирался в основном из кавказских национальностей. Многие шли служить в русскую армию по причине кровной мести. По свидетельству современников, Дагестанский полк отличал себя «чрезвычайною неутомимостью, храбростью и быстротой». 16 июня 1857 года полк выступает в составе Салатавского отряда для занятия Салатавии и храбро дерётся с горцами Шамиля. 
У Нового Буртуная 6 ноября полк под командованием князя Багратиона лихой атакой рассеял многочисленного неприятеля во главе с Кази-Магомою. Поражение его было полное и совершено исключительно одним Дагестанским полком.
В 1858 году полк участвует в новом походе в Салатавию, особо отличившись при взятии Мичикальских завалов 17 июня 1858 года. В ночь на 25 октября 1858 года шестой сотне пришлось отличиться в деле при ущелье Зели-Кака. Дело это приобрело особую известность, между прочим, благодаря свидетельству о нём Александра Дюма-отца, поместившего описание этого боя в одном из своих сочинений. 
Сам бой продолжался не более пяти минут, но лихой налёт сотни был так силён, что несколько человек и лошадей пали мёртвыми от одного лишь столкновения.

## Потомство
Потомство российских князей Багратион угасло в мужском поколении в 1919 и 1920 годах.